# Неонатология
Неонатоло́гия (др.-греч. νέος «новый» + лат. natus «рождение» + греч. λόγος «учение, наука») — раздел медицины, который изучает младенцев и новорождённых, их рост и развитие, их заболевания и патологические состояния.
Основными пациентами неонатологов являются новорождённые младенцы с синдромом дыхательных расстройств, которые больны или требуют специального медицинского ухода из-за недоношенности, низкого веса при рождении, задержки внутриутробного развития, врождённых пороков развития (врождённых дефектов), сепсиса, или врождённой асфиксии.

## История
Неонатология выделилась из педиатрии и акушерства в конце XIX — начале XX века. Длительное время медики считали недоношенных детей обречёнными; чтобы привлечь внимание к проблеме и собрать средства, Мартин Куни демонстрировал инкубаторы с недоношенными детьми на различных выставках.
Первый американский учебник по недоношенности был опубликован в 1922 году. В 1952 году доктор Вирджиния Апгар предложила шкалу Апгар в качестве средства оценки состояния новорождённого. Этой шкалой активно пользуются акушеры-гинекологи. Однако, у неонатологов прижилась другая шкала для оценки степени выраженности синдрома дыхательных расстройств и дыхательной недостаточности у новорождённого — шкала Сильвермана. Если по шкале Апгар, чем выше балл — тем «лучше», то по шкале Сильвермана всё наоборот.
В 1960-х годах с появлением аппаратуры для проведения искусственной вентиляции лёгких новорождённых начался стремительный подъём неонатологии. Это позволило бороться за выживание детей со всё большей степенью недоношенности. Термины неонатология и неонатолог предложены американским педиатром Александром Шаффером в 1960 году в руководстве «Болезни новорождённых».

## Современность
В современном неонатологическом отделении младенцы весом 1000 грамм, родившиеся после 27 недель беременности, имеют примерно 90 % шансов на выживание, и у большинства из них нормально развивается нервная система. Дети, требующие интенсивной терапии, получают лечение в условиях специализированных отделений реанимации и интенсивной терапии, где такими пациентами занимаются детские анестезиологи-реаниматологи и неонатологи.
С 2011 года 17 ноября утвержден Международный день недоношенных детей, призванный привлечь внимание к вопросам преждевременных родов, недоношенных детей и их семей.

## Неонатология в России
Официально врачебная специальность педиатр-неонатолог в СССР появилась в 1987 году. В зависимости от срока беременности для характеристики недоношенности используют классификацию одного из первых отечественных неонатологов А.И. Хазанова (1987), согласно которой: I степень — 37—35 нед; II степень — 34— 32 нед; III степень — 31—29 нед; IV степень — 28 нед и менее. 
По оценке Минздрава, в России ежегодно рождается более 110 тысяч недоношенных детей. С 2012 года стали регистрировать детей, рожденных с весом от 500 граммов, поскольку врачи допускают, что это может стать причиной некоторых нарушений развития в будущем. 